# Rinchen Drashi
Rinchen Drashi (14e eeuw) was een Tibetaans geestelijke.

## Keizerlijk leermeester
Volgens de Shi-Lao zhuan met biografieën van beroemde boeddhisten en taoïsten zou hij de elfde en laatste keizerlijk leermeester (dishi) zijn geweest van 1329 tot 1332; in deze tijd regeerde Yuankeizer Jayaatu Khan. Deze titel werd voor het eerst werd toegekend aan Phagspa door keizer Koeblai Khan.
In Tibetaanse historische beschrijvingen wordt Drashi echter niet als keizerlijk leermeester genoemd. Die beschrijvingen eindigen ook niet in deze tijd, maar vervolgen met Künga Gyaltsen Päl Sangpo.